# Arsenal Naval de Maizuru
O Arsenal Naval de Maizuru (舞鶴海軍工廠, Maizuru Kaigun Kosho) foi um dos quatro principais estaleiros navais pertencentes e operados pela Marinha Imperial Japonesa.

## História

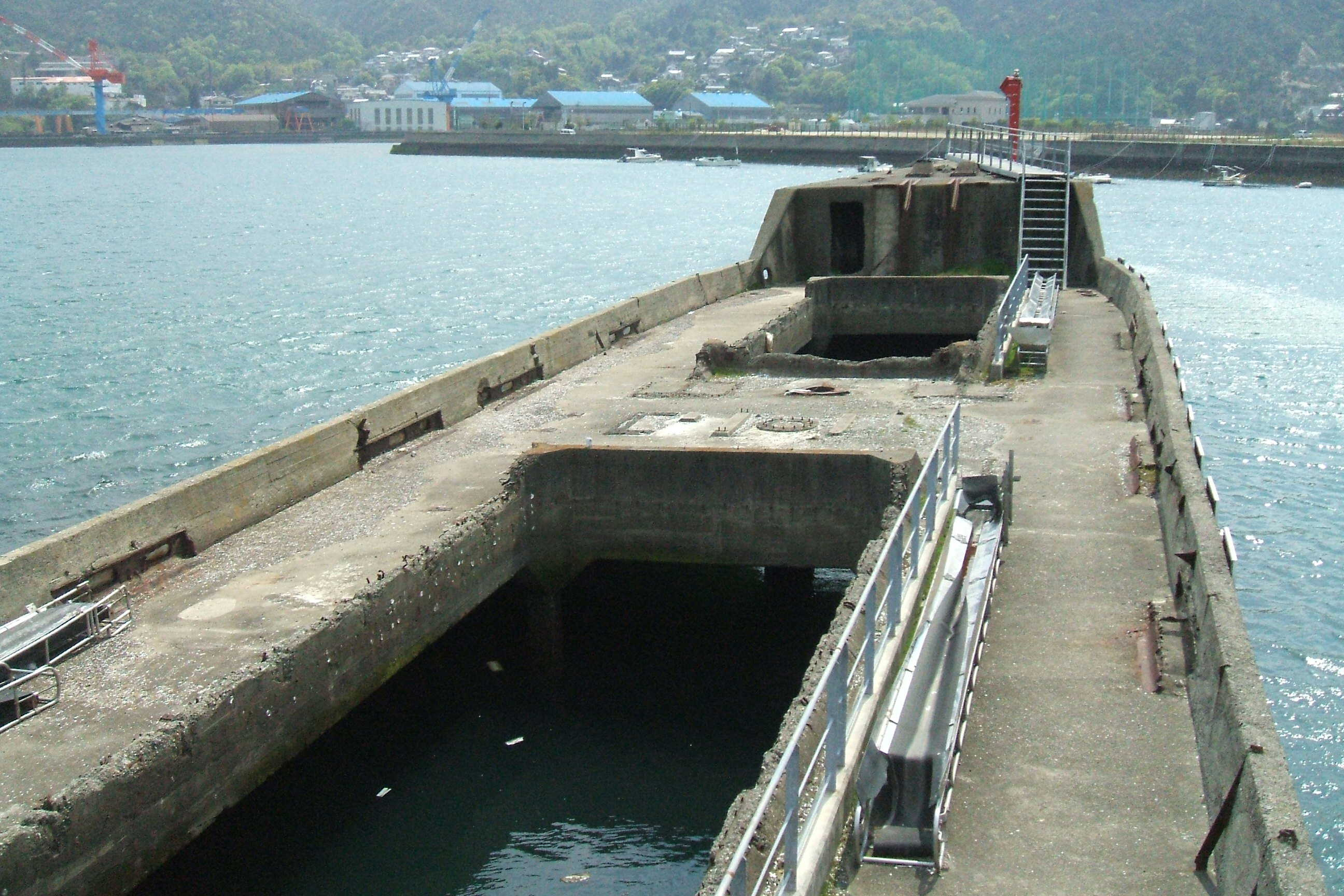
Navio Takechi Maru construído em concreto, utilizado atualmente como quebra-mar.

O Quarto Distrito Naval da Marinha Japonesa na cidade de Kyoto, foi criado em 1889. No local em 1903 foi aberto um estaleiro para operar doca seca que lá existia desde 1901, que foi complementada por duas outras construídas em 1904 e 1914. Como consequência do Tratado Naval de Washington firmado entre os Estados Unidos, Reino Unido, Japão, França e Itália, que estabelecia restrições de tonelagem aos navios de guerra as instalações foram muito pouco utilizadas entre 1923 e 1936. Após este período o estaleiro foi reativado se especializando na construção de contratorpedeiros e outros navios de guerra menores. O arsenal também construiu aeronaves e canhões navais. No final da Segunda Guerra Mundial devido a escassez de aço no Japão, o estaleiro Maizuru construiu quatro navios com casco de concreto e um deles o Takechi Maru foi convertidos em quebra-mar em uso até os dias atuais.

## Atualidade
A companhia Iino Shipbuilding Company adquiriu o estaleiro em 1946, que mudou de nome em 1954 para Iino Industries Company, Limited e depois em 1963 para Maizuru Heavy Industries quando o controle acionário da empresa foi adquirido pela Hitachi Zosen Corporation, mudando novamente de nome para Maizuru Heavy Industries quando passou a ser uma  empresa subsidiária da Hitachi em 1971. A atividade de construção de navios em 2002 passou a fazer parte de uma joint venture com a JPE Engineering, designada como Universal Shipbuilding Corporation. Em 2013 a indústria naval passou a fazer parte da Japan Marine United, sendo considerado o maior complexo de construção naval na costa do Mar do Japão.

## Navios construídos no Arsenal Naval Maizuru

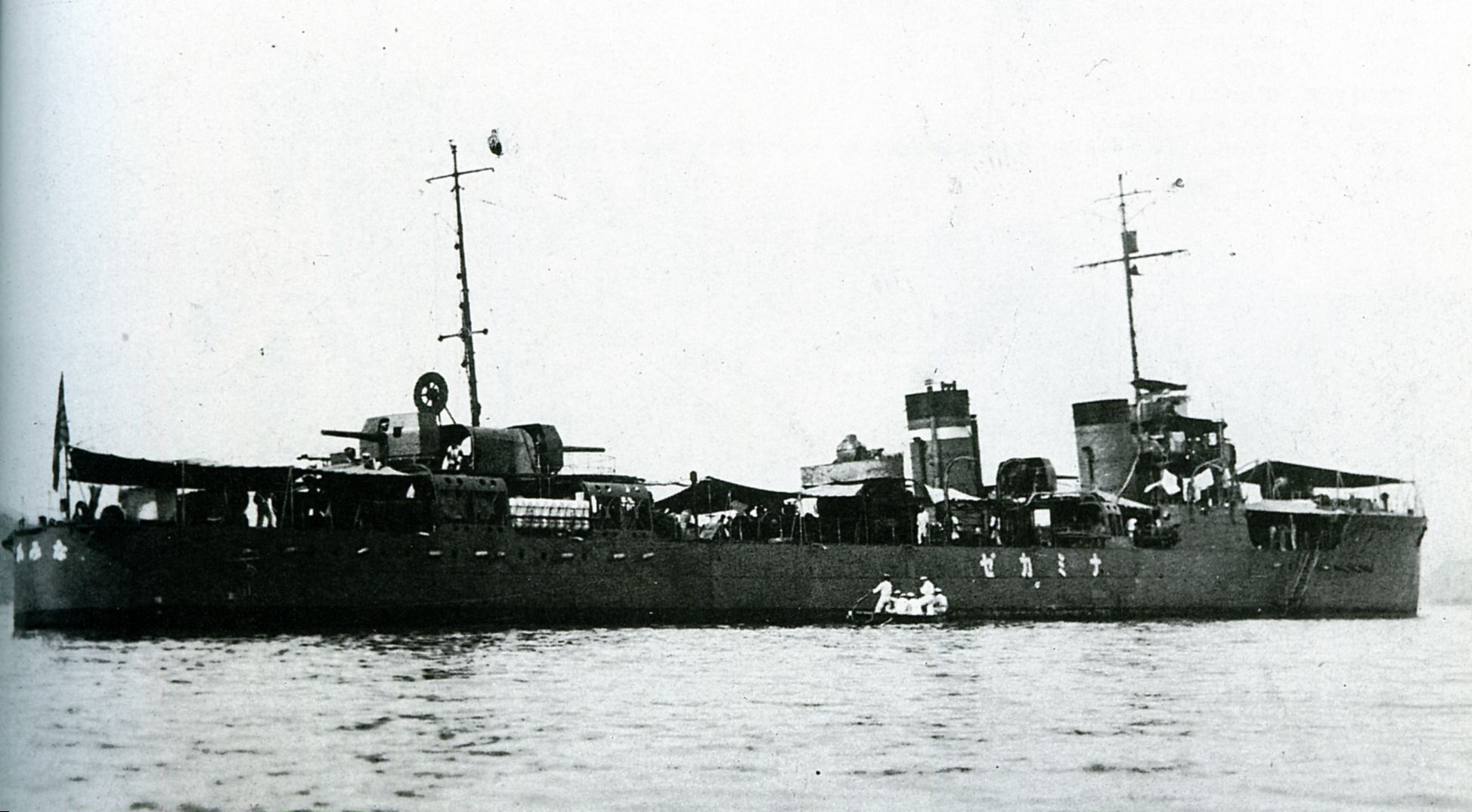
Namikaze (1925).

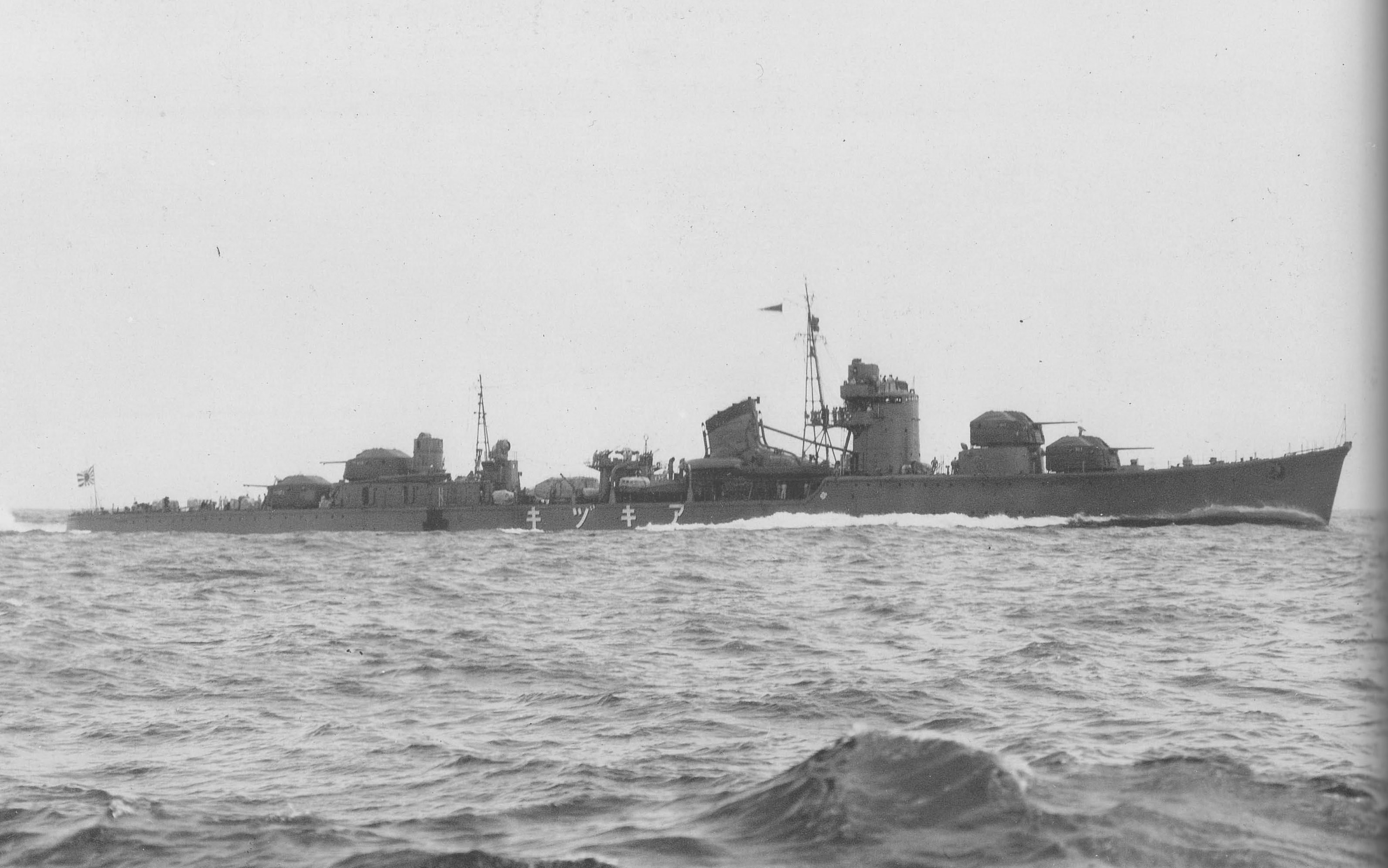
Akizuki (1942).

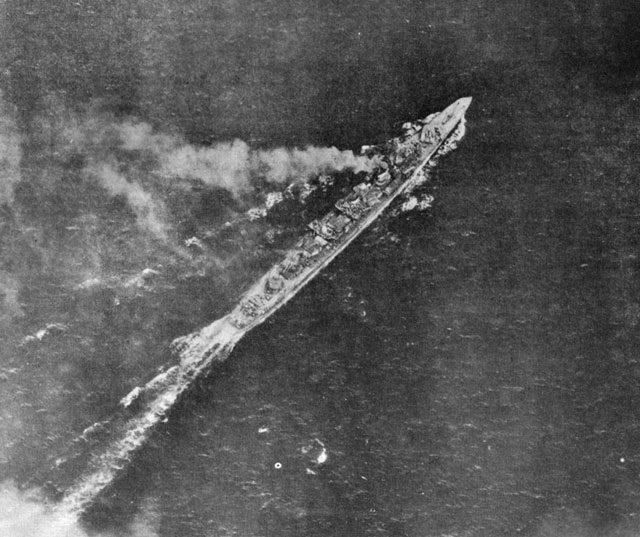
Shimakaze (1944).

### Guerra Russo-Japonesa
- Classe Kamikaze (1905): Oite, Yūnagi, Uranami, Isonami, Ayanami

### Primeira Guerra Mundial
- Classe Umikaze: Umikaze
- Classe Sakura: Sakura, Tachibana
- Classe Kaba: Kaede
- Classe Minekaze: Minekaze, Okikaze, Shimakaze, Nadakaze, Shiokaze, Tachikaze, Hokaze, Nokaze, Namikaze, Numakaze
- Classe Wakatake: Kuretake
- Classe Enoki: Enoki
- Classe Momo: Kashi, Hinoki

### Segunda Guerra Mundial
- Classe Kamikaze: Harukaze, Matsukaze, Hatakaze
- Classe Mutsuki: Kisaragi, Kikuzuki
- Classe Fubuki: Fubuki, Hatsuyuki, Shikinami, Yūgiri, Sazanami, Hibiki
- Classe Hatsuharu/Classe Shiratsuyu: Yūgure, Umikaze
- Classe Asashio: Ōshio, Arare
- Classe Kagerō: Kagerō, Oyashio, Amatsukaze, Nowaki
- Classe Yūgumo: Yūgumo, Makinami, Hayanami, Hamanami, Okinami, Hayashimo
- Classe Shimakaze: Shimakaze
- Classe Akizuki (1942): Akizuki, Hatsuzuki, Fuyutsuki, Hanazuki, Kiyotsuki, Hazuki
- Classe Matsu/Tachibana: Matsu, Momo, Maki, Kaya, Tsubaki, Nire, Shii, Enoki, Odake, Hatsuume, Tochi, Hishi